# カワヒラ
カワヒラ（川平、英:Predatory carp、学名:Chanodichthys erythropterus）は、コイ目コイ科クセノキプリス亜科に属する大型淡水魚。国内にはいない。
英語ではSkygazerとも呼ばれ、カワヒラ属 Chanodichthys に分類される。
分布域は東アジア一帯で、アムール川から南は台湾、紅河、そしてモンゴルのブイル湖からも記録されており 、最大で体長102cm(3フィート4インチ)、重量9kg(20ポンド)に達する。

## 名称
その体形や大きさがニシン科の海水魚ヒラを連想させるので「カワヒラ」の名がある。台湾に分布するものには、大島正満博士によって「セッパリ (Culter aokii)」の名が与えられていたことがある。

## 分布
アムール川から紅河、台湾まで、東アジアの広域に分布する。朝鮮半島の黄海に注ぐ河川にも生息する。

## 形態
最大で1mに達する。体色は銀白色で、大型個体は黒みが強くなる。背面は青みがかった灰色。体形は側偏する。背面の輪郭は直線的である。背鰭は小さい。腹面の輪郭は緩い弧を描き、腹部外縁は腹鰭基部から肛門にかけてのみ竜骨状を呈する。尻びれは長く、わずかに湾入する。尾鰭は深く二叉する。胸鰭は尖ってやや長い。成魚の各鰭は淡黄色を帯びる。
頭部上面は平らで、口はほぼ直角に上を向く。口ひげはない。目は比較的小さく、頭部の上方に付く。
繁殖期には追星が現れる。

## 生態
大河川や湖沼などの広い水域を好む。遊泳力が強く、水中の小動物を活発に捕食する。幼魚は魚類のほかに甲殻類、昆虫類などの無脊椎動物も積極的に捕食するが、成長するにつれて魚食性が強まっていく。
オスは2年、メスは3年で成熟し、6月から8月にかけて河川や湖の浅瀬で産卵する。生まれた稚魚は岸辺や小川などの小さな水域に入り、そこで成長する。
条虫の一種 Ligula intestinalis の中間宿主となることが報告されている。2016年、韓国の洛東江ではこの条虫の寄生によって本種の大量死が起こり、河岸に多数の死骸が打ち上がった。

## 外来種問題
韓国の洛東江には元々分布していなかったが、2004年に確認されたのを始めに個体数が急増し、既存の生態系に悪影響を及ぼしている。胃の内容物はコイ、フナ、コウライギギなど流域で食用とされている淡水魚が多く、漁業への被害も心配されている。解析の結果、韓国国内での自然分布域、漢江や錦江の個体とDNAに有意の差が見られなかったことから、国内移植に由来するものと考えられる。

## 人間との関係
中国では河川や湖沼に多産し、養殖も盛んに行われ、重要な食用魚となっている。ケツギョ、コイと並ぶ味の良さとして中国三名魚に数えられている。また、春から夏にかけて獲れたものは薬膳の材料としても用いられ、食欲増進、利尿、脾臓の活性化、浮腫の軽減などの効果があるとされる。台湾の日月潭では、かつて蒋介石が視察の際にその味を絶賛したことから「総統魚」の愛称で親しまれ、湖中に張られた生け簀で育ったものが名物となっている。日本には元々分布しない上、国外から移植された例もなく、馴染みの薄い魚である。観賞魚として輸入されたことがある。

## 近似種との混同

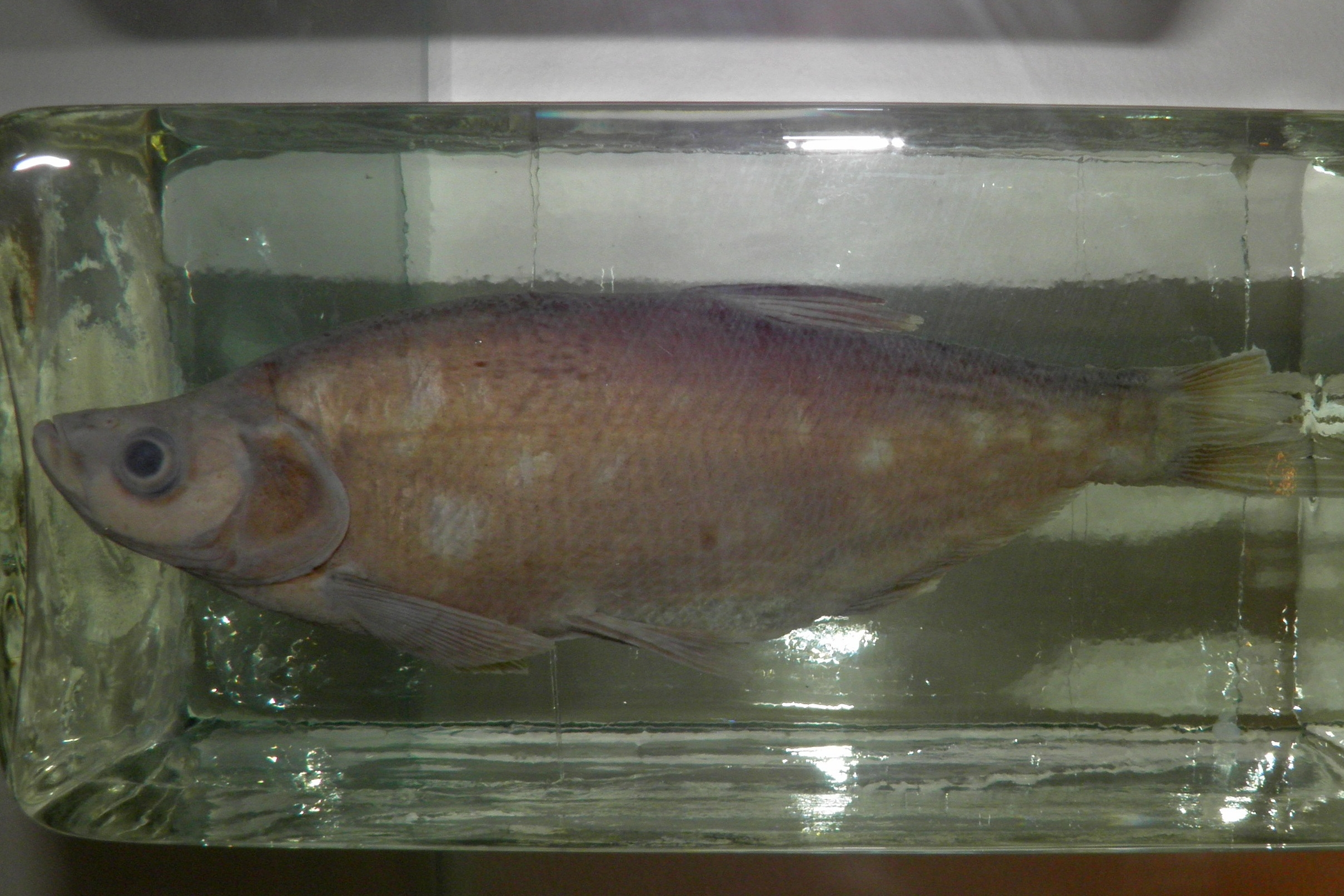
ツマリカワヒラ

本種とツマリカワヒラの2種間では種類と種小名との対応関係に深刻な混乱が生じており、解決を見ていない。
戦前、森為三や内田恵太郎は本種に Culter erythropterus 、ツマリカワヒラに Culter brevicauda(C.alburnus のシノニム) を充てている。韓国は2021年現在でもこの対応関係を採用している。
2021年現在、中国と台湾では本種に Culter alburnus 、ツマリカワヒラに Chanodichthys erythropterus が充てられている。